# محمد كاظمي
محمد كاظمي (1381- 1446 هـ / 1961- 2025 م) ضابط استخبارات إيراني، وعميد في الحرس الثوري. كان تولَّى قيادة منظمة استخبارات الحرس الثوري، خلفًا لحسين طائب في عام 2022. ورأسَ منظمة حماية الاستخبارات التابعة للحرس الثوري، وهي وكالة مكافحة التجسُّس. وهو من الشخصيات الإيرانية التي فرضت عليها المملكة المتحدة عقوباتٍ في أكتوبر 2024.

## مناصبه
شغل كاظمي منصب رئيس منظمة حماية المخابرات الحرس الثوري الإسلامي الإيراني، وهي وكالة مختصة بالأمن المضاد (مكافحة التجسس)، منذ عام 2013 على الأقل.
وفي يونيو 2022، عُيّن رئيسًا لجهاز استخبارات الحرس الثوري خلفًا لحسين طائب. وكان يحمل رتبة عميد.
وبحسب قاعدة بيانات "Spreading Justice"، فإن كاظمي، بصفته رئيسًا لجهاز الاستخبارات، كان "مسؤولًا مباشرًا عن انتهاكات حقوق الإنسان بحق جميع المواطنين الإيرانيين من مختلف الأعراق والأديان والتوجهات والمهن والانتماءات السياسية".

## العقوبات
في أكتوبر 2022، فُرضت عليه عقوبات بموجب الأمر التنفيذي 13224 بسبب دوره في قمع المجتمع المدني في إيران واعتقال المعارضين، بمن فيهم مزدوجو الجنسية. كما لعب دورًا في الإشراف على قمع النظام العنيف للاحتجاجات التي اندلعت بعد مقتل مهسا أميني.
وقد فرضت المملكة المتحدة عقوبات على كاظمي في أكتوبر 2024، إلى جانب شخصيات أخرى من الحكومة الإيرانية.

## وفاته
قُتل الكاظمي في الغارات الإسرائيلية على إيران في يونيو 2025 إلى جانب نائبه حسن محقق، وفقًا لرئيس الوزراء الإسرائيلي بنيامين نتنياهو.
وكانت وسائل إعلام إيرانية قد أفادت في وقت سابق بأن كاظمي ومحقق حوصرا تحت الأنقاض بعد غارة جوية على مبنى تابع لمنظمة استخبارات الحرس الثوري في طهران. أكد الحرس الثوري مقتل كاظمي في بيان صدر يوم 15 يونيو.